# 황정리
황정리(영어: Hwang Jang-Lee, 한국 한자: 黃正利, 본명: 황정리, 본명 한자: 黃正利, 1944년 12월 21일 ~ )는 대한민국의 액션 무술 영화 배우이다.
일본 오사카시에서 재일 교포로 출생하고 대한민국 경상남도 함양에서 성장하였으며 1974년 영화 《돌아온 외다리》에 출연, 영화 배우로 데뷔하여 1978년 <취권>, <사형도수> 등으로 세계적인 액션 스타 반열에 올라 원조 한류배우로 사랑을 받았다. 현재에도 7억 8천명 이상의 해외 팬들이 그의 건재함에 열광하고 있으며 인스타그램을 통해 수많은 팬레터를 받고 있다.

## 생애
태권도 무예 고수로 유명한 그는 대한민국 육군에서 병장으로 전역 후, 1967년부터 태권도 사범을 지내다가 1969년 영화 《미워도 다시 한 번(속)》을 통하여 영화 기획가로 데뷔하였다. 이후에도 태권도 사범을 지냈으며, 1974년 영화 감독 이두용에게 발탁되어 《돌아온 외다리》라는 작품의 단역으로 영화 배우로 데뷔, 강렬한 인상 때문인지 그는 주로 호쾌한 발차기를 구사하는 악당 역으로 스크린을 주름잡았다.
1983년 영화 《광동살무사》에 주연, 이 영화로 영화감독, 영화제작자, 영화연출가 데뷔하였고 1996년 영화 《보스》에 조연, 이 영화로 영화 무술 감독으로 데뷔하였으며, 1996년 영화 《고스트 맘마》로 영화 스턴트 무술 연출가로 데뷔하였다.
그는 홍콩(香港)으로 건너간 여러 대한민국 액션 배우 가운데, 가장 큰 성공을 이루었다. 1976년 《남권북퇴》를 시작으로 유충량, 왕도 등과 함께 3인방(Big 3)을 이루어 여러 편의 무술 영화에 참여했다. 특히 무엇보다 그는 《사형도수》와 《취권》에서 청룽(성룡)과 1:1 대결을 펼쳐 강렬한 인상을 남겼다. 한때 1980년대 중반에는 중화민국의 TV 드라마에 출연하기도 하였다.
대한민국과 홍콩을 오가며 수많은 영화들을 촬영했는데 박윤교의 《비천권》(1980), 이혁수의 《용호의 사촌들》(1981)과 《천용란》(1981), 박우상의 《광동관 소화자》(1983) 등이 대한민국에서 촬영한 영화들이며 홍콩 영화에는 《훙진바오(홍금보)의 대나팔》(1986), 《부귀열차》(1986), 《예스마담: 중화전사》(1987) 등에 출연하게 된다. 이 가운데서 《예스마담: 중화전사》에서는 말레이시아 여성 영화 배우 양쯔충(양자경)에게 발차기 특훈(特訓)을 지도하기도 하였다.
스스로 연출가의 꿈을 품었던 그는 중국으로 건너간 고려 무사(武士)의 이야기 《광동살무사》(1983)를 통해 드디어 영화 감독의 꿈을 이루었다. 이후 《소림사 용팔이》(1982)에 함께 주연으로 출연하였던 거룡(巨龍)을 캐스팅해서는 《암흑가의 황제》(1994)를 연출하기도 했고, 조양은 주연의 《보스》(1996)에도 출연했다.
SBS TV 드라마 《모래시계》의 무술 지도를 맡고 직접 출연도 했다. 1995년 SBS TV 드라마 《모래시계》와 1996년 영화 《보스》의 무술 감독을 맡았으며, 이후 사실상 은퇴하고 나서 제주도에 정착하고 사업가로 변신하여 활동하다가 2009년 MBC TV 드라마 《돌아온 일지매》를 통해 연기 활동을 재기하였다. 현재 서울현대전문학교 액션연기학과 교수로 재직중이다.
한편, 황정리의 막내 아우 황춘수(黃春秀)도 무술 영화 배우로 활동하였으며, 황정리가 감독을 맡았던 《광동살무사》와 《암흑가의 황제》에 출연하기도 하였다.

## 일화
- 황정리가 처음 홍콩으로 건너갔을 당시 굉장히 무모한 기자회견을 했다.

| “ | 남녀노소 누구라도 좋다. 나와 맞붙고 싶다면 누구든 덤벼라. | ” |
이런 기자회견을 하는 바람에 홍콩에서는 황정리와 싸우려고 온 사람들이 줄을 서서 대기하는 상황에 이르렀는데 황정리의 매니저는 그냥 조용해질 때까지 한국에 있다가 조용해지면 다시 오자고 했지만 황정리는 이를 묵살하고 놀랍게도 도전하러 온 사람들 전부와 맞붙어 다 이겼다. 이 때문에 황정리가 홍콩에서 엄청나게 유명해졌으며 그 덕분에 성룡과 인연이 닿아 성룡 영화의 단골 악역으로 출연하게 되었다.
- 홍콩에서 황정리는 악역 배우로서는 캐스팅 0순위였는데 날이면 날마다 황정리의 집에 용달차가 왔다. 그 용달차에서는 영화 제작자라는 사람들이 황정리에게 현금을 보여주면서 캐스팅하려 했고 하도 이런 사람들이 많아서 영화제작자들끼리 황정리를 차지하려고 싸움까지 났었다.

## 경력
- 세계무술총연합회 총재
- 황정리무술사관학교 총재
- 대테러국제용병협회(IMACT) 최고고문
- IMACT 글로벌시큐리티그룹 명예회장
- 에이치글로벌컨설팅(HGC) 명예회장
- 서울현대전문학교 액션연기학과 교수
- 용인대학교 체육교육학과 겸임교수
- 한양대학교 체육교육학과 특임강사

## 출연작

### 영화
- 《취권》
- 《사형도수(사형조수)》
- 《남권북퇴》
- 《천용란》
- 《비천권》
- 《인무가인》
- 《사묘학권》
- 《해결사》
- 《신퇴철선공》
- 《광동살무사》
- 《벽력대나팔》
- 《모산도인》
- 《남북취권》
- 《용지인자》
- 《사대소림사》
- 《천사행동》
- 《부귀열차》
- 《예스마담 3 중화전사》
- 《뇌권》
- 《인간사표를 써라》
- 《암흑가의 황제》
- 《보스》
- 《전국구 2》

### TV 드라마(KBS 제외)
- 1985년 중화민국 TTV 《강호야우십년정》 - 유령곡주 역
- 1986년 중화민국 TTV 《천룡검협》 - 통천영(通天影) 역
- 1995년 대한민국 SBS 《모래시계》
- 1995년 대한민국 SBS 《국화와 칼》- 이토 역
- 1996년 대한민국 SBS 《형제의 강》 - 안일구 역
- 2009년 대한민국 MBC 《돌아온 일지매》 - 미야모토 무사시 역(특별출연)

## 같이 보기
- 브루스 라이
- 성룡
- 거룡
- 김태정